# اکس‌اینیت
اکس‌اینیت (به انگلیسی: xinit) برنامه‌ایست که به کاربر اجازه می‌دهد به صورت دستی سرور اکس را اجرا کند. یک اسکریپت مشابه دیگر به نام startx وجود دارد که در حقیقت یک Front-end برای xinit است. این دو برنامه ابتدا یک نسخه از سرور اکس را بر روی صفحه نمایش ‎:0 اجرا کرده و سپس یک xterm را در داخل آن به اجرا در می‌آورند. هر وقت که کاربر پنجره xterm را بست، سرور اکس هم به صورت خودکار خاموش می‌شود. این دو اسکریپت، می‌توانند یک سرور دلخواه یا یک اسکریپت دلخواه را اجرا کنند. این اسکریپت معمولاً تعدادی برنامه و یک مدیر پنجره اجرا می‌کند. جایگاه سنتی این اسکریپت مسیر ‎~/.xinitrc است.
یک روش دیگر برای اجرای سرور اکس استفاده از یک مدیر نمایش اکس (به انگلیسی: X display manager) است. یا حتی می‌توان بدون استفاده از هیچ‌کدام از این روشها، ابتدا سرور اکس را اجرا کرده و سپس به صورت دستی یک کلاینت اکس را اجرا کرد. رایجترین راه برای اجرای سرور اکس همان استفاده از مدیر نمایش است. از برنامه‌های xinit و startx معمولاً وقتی استفاده می‌شود که هیچ مدیر نمایشی بر روی سیستم نصب نشده باشد یا کاربر نخواهد از آن‌ها استفاده کند.